# Jerry Scheff
Jerry Obern Scheff é um baixista que tocou com Elvis Presley de 1969 a 1973, e depois de 1975 a 1977. Participou igualmente no álbum L.A. Woman dos The Doors, tocou com Bob Dylan, Neil Diamond, Sammy Davis Jr., Elvis Costello e Pat Boone.
Jerry Scheff surgiu num episódio de Get Smart, (episódio 15 da terceira temporada) como um membro da banda "The Sacred Cows", a 13 de janeiro de 1968. e aparece acompanhando Elvis Presley em shows de 1970 gravados para o documentário Elvis: That's the Way It Is do mesmo ano.